# 六甲斷層
六甲斷層（英語：Liuchia Fault），位於台南市的活動斷層，屬於逆移斷層，呈北北東轉南北走向，由台南市白河區頭崎內里的六重溪南岸向南延伸至台南市官田區社子村，長約21公里。

## 總結與評估
六甲斷層在地形上呈現明顯的線形，而由鑽探結果證實六甲斷層的存在，在近地表處為一向東傾斜30度的斷層，但此斷層可能尚未穿出地表，而斷層的形成方式可能是沿著向斜軸部發育的逆移斷層。
由野外露頭、鑽井及定年資料的分析結果，六甲斷層的長期垂直滑移速率約為5.5~6.3公厘/年，長期水平滑移速率約為11.0~12.7公厘/年。依據GPS監測結果，1999~2005年間九芎坑斷層－木屐寮斷層－六甲斷層系統間有明顯的速度差異，在斷層上下盤的速度向量變化量約13 公厘/年；而2003~2005年間六甲斷層上下盤的水平位移並未有明顯的變化量。由近斷層的水平位移剖面結果，1999~2006年間橫跨六甲斷層的速度場變化顯示斷層為逆移形式兼具右移分量。
六甲斷層確認截切更新世晚期地層，在地下淺部截切全新世地層，暫列為第一類活動斷層。